# Южно-Приморский
Ю́жно-Примо́рский — муниципальный округ в составе Красносельского района Санкт-Петербурга.

## Название
Первоначально назывался Муниципальный округ № 38. Текущее название Южно-Приморский округ получил 13 июня 2008 года. Название означает, что округ расположен в южной части петербургского побережья Финского залива.

## Флаг
В левой верхней части флага изображена дубовая ветвь на зелёном фоне, символизирующая природу Южно-Приморского парка, в правой нижней части — одномачтовое судно на голубом фоне как указание на выход к Финскому заливу.

## Расположение
Южно-Приморский муниципальный округ расположен на юго-западе Санкт-Петербурга, в северной части Красносельского района. Граничит на севере с округом Автово, на востоке — с округом Юго-Запад, на юге — с округом Урицк, на юго-западе — с округом Сосновая Поляна. На северо-западе имеет выход к Финскому заливу.

## Границы
Граница округа проходит:
- по оси улицы Десантников,

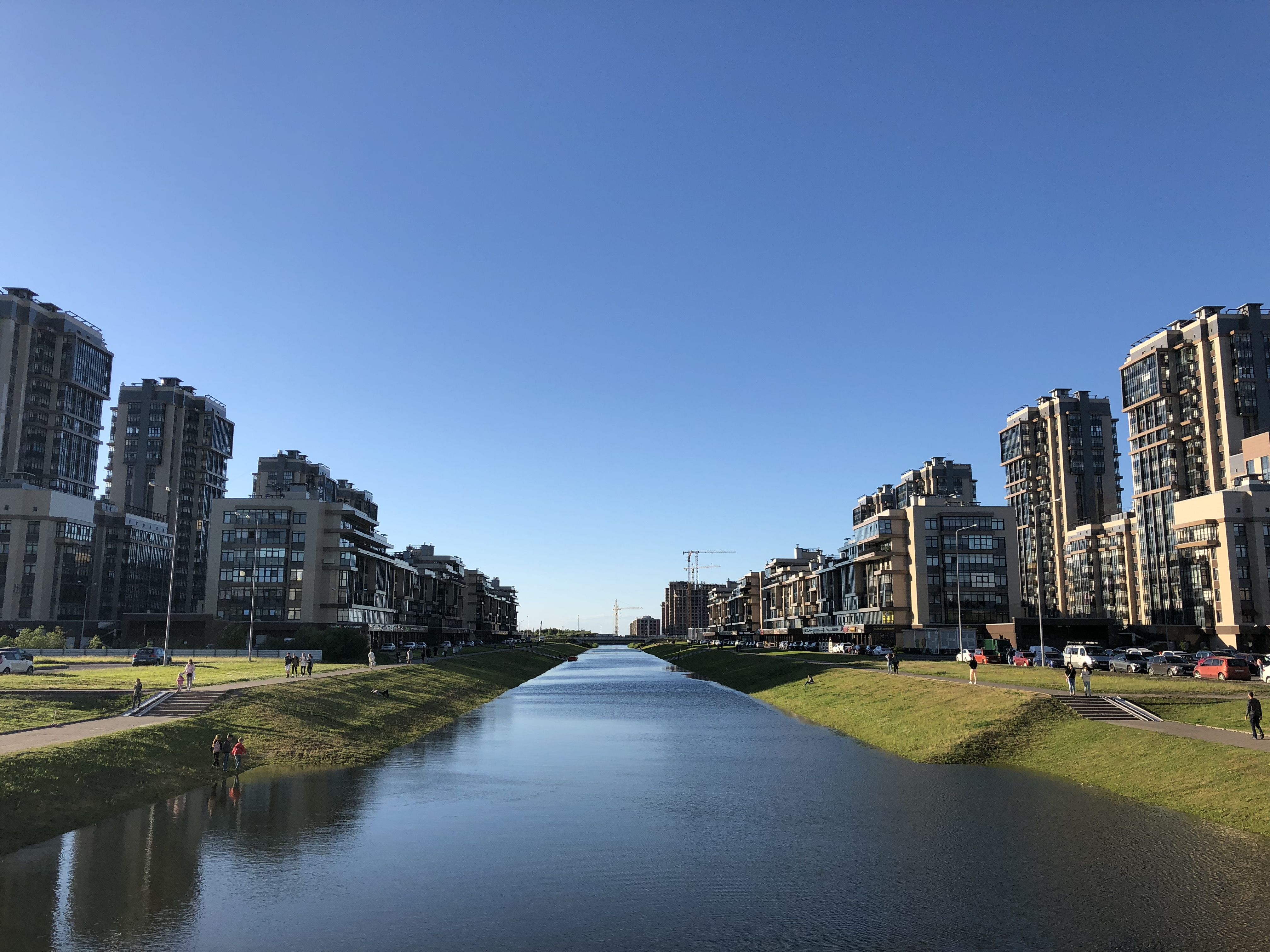
Матисов канал

- продолжению оси улицы Десантников на север до реки Красненькой,
- на запад по оси реки Красненькой до уреза воды берега Финского залива,
- на юг, юго-запад и запад по урезу воды берега Финского залива не доходя 20 м до эстакады севернее промышленной зоны,
- на юг по восточной стороне полосы отвода железной дороги промышленной зоны до Петергофского шоссе,
- на восток по оси Петергофского шоссе до улицы Десантников.

На территории округа находятся следующие жилые дома:
- улица Доблести: все дома,
- проспект Кузнецова: все дома,
- улица Рихарда Зорге: все дома,
- Брестский бульвар: все дома,
- Ленинский проспект:43, 45, 49, 53—81 (нечётные номера), 54, 56, 64, 72—84 (чётные номера)
- улица Маршала Захарова: 9—23 (нечётные номера),12—30 (чётные номера),
- Петергофское шоссе: 11—21, 43—59,
- Улица Адмирала Трибуца: все дома,
- Улица Адмирала Коновалова: все дома,
- Улица Катерников: все дома,
- Улица Адмирала Черокова: все дома,
- проспект Героев: все дома,
- проспект Патриотов: все дома,
- улица Маршала Казакова: 44, 50-54, 68, 78-84
- Балтийский бульвар: все дома
- наб. Матисова канала: все дома
- ул. Капитана Грищенко: все дома
- ул. Летчика Тихомирова: все дома
- наб. Дудергофского канала: все дома

## Население
| 2002    | 2010    | 2012     | 2013     | 2014     | 2015    | 2016    | 2017    | 2018    |
| ------- | ------- | -------- | -------- | -------- | ------- | ------- | ------- | ------- |
| 50 610  | ↗56 992 | ↗58 214  | ↗60 289  | ↗61 242  | ↗62 439 | ↗65 394 | ↗65 715 | ↗75 204 |
| 2019    | 2020    | 2021     | 2023     | 2025     |         |         |         |         |
| ↗83 293 | ↗88 810 | ↗127 660 | ↗128 346 | ↗130 109 |         |         |         |         |

## Органы власти
Органы власти округа состоят из:
- Муниципального совета, состоящего из не менее 10 депутатов, избираемых населением муниципального образования. Глава муниципального образования, исполняющий полномочия председателя муниципального совета — Филиппова Елена Алексеевна.

- Местной администрации, исполнительно-распорядительного органа муниципального образования. Глава местной администрации — Тетерина Ирина Леонидовна.